# Phomopsis xanthii
Phomopsis xanthii är en svampart som beskrevs av Vörös 1959. Phomopsis xanthii ingår i släktet Phomopsis och familjen Diaporthaceae.   Inga underarter finns listade i Catalogue of Life.